# The Last in Line
The Last in Line är Dios andra studioalbum, utgivet 1984. Det blev 24:a på albumlistan i USA och 4:a i Storbritannien. Musikvideon till titelspåret blev mycket populär. 
Det var gruppens första album med keyboardisten Claude Schnell, tidigare i Rough Cutt.

## Låtlista
1. "We Rock" (Ronnie James Dio) - 4:35
2. "The Last in Line" (Jimmy Bain/Vivian Campbell/Ronnie James Dio) - 5:48
3. "Breathless" (Vivian Campbell/Ronnie James Dio) - 4:09
4. "I Speed at Night" (Vinny Appice/Jimmy Bain/Vivian Campbell/Ronnie James Dio) - 3:26
5. "One Night in the City" (Vinny Appice/Jimmy Bain/Vivian Campbell/Ronnie James Dio) - 5:14
6. "Evil Eyes" (Ronnie James Dio) - 3:38
7. "Mystery" (Jimmy Bain/Ronnie James Dio) - 3:55
8. "Eat Your Heart Out" (Vinny Appice/Jimmy Bain/Vivian Campbell/Ronnie James Dio) - 4:02
9. "Egypt (The Chains Are On)" (Vinny Appice/Jimmy Bain/Vivian Campbell/Ronnie James Dio) - 7:02

## Medverkande
- Vinny Appice - trummor
- Jimmy Bain - bas
- Vivian Campbell - gitarr
- Ronnie James Dio - sång, keyboard
- Claude Schnell - keyboard